# Сидул
Сидул (пол. Sydół) — село в Польщі, у гміні Зволень Зволенського повіту Мазовецького воєводства.
Населення — 330 осіб (2011).
У 1975—1998 роках село належало до Радомського воєводства.

## Демографія
Демографічна структура станом на 31 березня 2011 року:
|          | Загалом | Допрацездатний вік | Працездатний вік | Постпрацездатний вік |
| -------- | ------- | ------------------ | ---------------- | -------------------- |
| Чоловіки | 169     | 38                 | 116              | 15                   |
| Жінки    | 161     | 37                 | 92               | 32                   |
| Разом    | 330     | 75                 | 208              | 47                   |